# Mouad Moutaoukil
Mouad Moutaoukil (Fez, 17 de febrero de 1997) es un escritor marroquí.

## Biografía
Mouad Moutaoukil comienza a interesarse a la literatura muy joven y logra el segundo premio del concurso Poésie en Liberté en 2012. Es ganador de la Bataille des 10 mots en 2014.
Participa a las 56 Olimpiadas internacionales de matemáticos que se han mantenido a Chiang Mayo en julio de 2015, como miembro del equipo nacional de Marruecos.
Mouad Moutaoukil está seleccionado para representar Marruecos a los Juegos de la francofonía en 2017, que han tenido lugar en Abiyán, como competidor en Literatura.
Es igualmente que estudia en medicina y despedido en matemáticos. Entre matemáticos, medicina y literatura, Mouad ha publicado varias labores. Publica, en agosto de 2020, una pieza de teatro, Les Trois Fresques, que constituye una invitación a reflexionar sobre las libertades individuales.
Su libro Amours, una selección de noticias, está publicado por las Ediciones Orion en noviembre de 2020.
El escritor marroquí Mouad Moutaoukil acaba de ganar el 3er puesto ex-aequo del "Kalahari Short Story Competition", un concurso internacional de cuentos abierto en francés, inglés y suajili.

## Publicaciones
- Nouvelles et Acrostiches, editions Edilivre, 2012
- Poésies d'un Ado, editions Edilivre, 2013
- Là, chez les Hommes, editions Edilivre, 2016
- Les Trois Fresques, editions Edilivre, 2020
- Amours,[13] Editions Orion, 2020